# Hendrik Devos
Hendrik Devos (Waregem, 13 oktober 1955) is een Belgisch voormalig wielrenner die actief was van 1978 tot 1990.

## Carrière
In 1972 won Hendrik Devos het Belgisch kampioenschap wielrennen voor nieuwelingen. In 1979 won Devos de Nokere Koerse en in 1986 werd hij tweede op het Belgisch kampioenschap wielrennen voor heren elite met contract. Devos nam tien keer deel aan de Tour de France en eenmaal aan de Ronde van Italië.

## Resultaten in voornaamste wedstrijden
| Jaar | Ronde van Italië | Ronde van Frankrijk | Ronde van Spanje |
| ---- | ---------------- | ------------------- | ---------------- |
| 1979 |                  | 31e                 |                  |
| 1980 |                  | 63e                 |                  |
| 1981 |                  | 57e                 |                  |
| 1982 |                  | 88e                 |                  |
| 1983 |                  | 63e                 |                  |
| 1984 |                  | 88e                 |                  |
| 1985 |                  | 58e                 |                  |
| 1986 |                  | 43e                 |                  |
| 1987 |                  | opgave              |                  |
| 1988 |                  |                     |                  |
| 1989 | 73e              | 113e                |                  |

| Jaar | Gent-Wevelgem | Amstel Gold Race | Luik-Bast.‑Luik | Waalse Pijl |  | WK op de weg |
| ---- | ------------- | ---------------- | --------------- | ----------- |  | ------------ |
| 1979 | 30e           | 23e              |                 |             |  |              |
| 1980 |               |                  |                 |             |  |              |
| 1981 |               |                  |                 | 56e         |  |              |
| 1982 |               |                  |                 |             |  |              |
| 1983 |               |                  | 75e             |             |  |              |
| 1984 |               |                  |                 |             |  |              |
| 1985 |               |                  |                 |             |  |              |
| 1986 |               |                  |                 |             |  | 30e          |
| 1987 |               |                  |                 |             |  |              |
| 1988 |               |                  |                 |             |  |              |
| 1989 |               |                  |                 |             |  |              |

## Ploegen
- 1978: Flandria-Velda-Lano
- 1979: Flandria-Ca va Seul-Sunair
- 1980-82: DAF Trucks
- 1983: Euro Shop-Splendor
- 1984: Splendor
- 1985-89: Hitachi
- 1990:	Isoglass-Garden Wood